# Отмена устаревшего закона
Отмена устаревшего закона в силу его неприменения (англ. desuetude, фр. désuet, дословно — «устаревший») — правовая доктрина, лишающая законной силы законодательный акт или другой правовой принцип по прошествии длительного срока его неприменения или по истечении срока давности. Процедура применяется, если устаревший правовой принцип не был автоматически отменён. Доктрина базируется на том, что длительное и продолжительное неприменение закона непродуктивно, по крайней мере в том смысле, что суды не будут более применять его для наказания правонарушителей.
Доктрина не является частью общего права. В 1818 Суд королевской скамьи (один из так называемых Вестминстерских судов вынес решение по делу «Эшфорд против Торнтона» (англ. Ashford v. Thornton), постановив, что судебный поединок (англ. trial by combat) остаётся допустимым для обвиняемого в случаях, не противоречащих правовым нормам общего права. Концепция отмены устаревшего закона более принята в континентальной правовой системе, которая в большей степени регулируется законодательными актами, и в меньшей степени зависит от прецедента.

Как вышеупомянутая Доктрина применяется к федеральной конституции США и конституций отдельных штатов. В решении по делу Вальца против Налоговой комиссии Нью-Йорка (англ. Walz v. Tax Commission of the City of New York) номер 397 U.S. 664, 678 (1970) Верховный суд США постановил: 
Очевидно, верно то, что никто не обладает законным или защищённым законом правом нарушения Конституции при её длительном использовании, даже если этот длительный срок покрывает всё существование нашего государства.
 Однако доктрина действует при исках уголовного характера. По соответствующему делу Комиссии по Правовой Этике против Принтза (англ. Committee on Legal Ethics v. Printz) номер 187 W.Va. 182, 416 S.E.2d 720 (1992) Верховный суд штата Западная Виргиния постановил, что нормы уголовного законодательства могут быть отменены согласно доктрине отмены устаревшего закона в случаях если:
1. закон запрещает «зло, являющееся таковым в силу запрета» (w:malum prohibitum), а не «зло по сути своей»  (malum in se);
2. на протяжении длительного периода времени были явные, общеизвестные и распространённые нарушения данного закона;
3. имеет место явная тенденция неприменения данного закона.

Эти три пункта были подтверждены в решении по делу Верховного суда штата Западная Виргиния против Блейка (англ. West Virginia v. Blake), S.E.2d (W. Va. 2003).
Доктрина была применена ко всем актам шотландского парламента, принятым до 1707 года.